# Marie-Laurent Cordier
Marie-Laurent François-Xavier Cordier M.E.P. (1 tháng 5 năm 1821 – 14 tháng 8 năm 1895) là một nhà truyền giáo và giám mục người Pháp. Ông là Đại diện Tông tòa thứ hai của Địa phận Cao Miên.

## Tiểu sử
Sau khi được thụ phong linh mục vào ngày 20 tháng 6 năm 1847 tại Gap, ông vào học tại Chủng viện của Hội Thừa sai Paris từ ngày 1 tháng 7 cùng năm đến ngày 29 tháng 3 năm 1848 rồi rời nước Pháp để đi truyền giáo tại địa phận Tây Đàng Trong (lúc ấy bao trùm cả Vương quốc Campuchia). Đến năm 1850 thì Tòa Thánh thiết lập Địa phận Cao Miên trên cơ sở toàn bộ lãnh thổ Vương quốc Campuchia, và linh mục Cordier được bổ nhiệm làm chính xứ Battambang. Hai năm sau, năm 1852, ông được Giám mục Jean-Claude Miche (tên Việt là Mịch) đưa sang làng Queue-de-Buf, nằm về phía bắc tỉnh Xiang Taeng thuộc Vương quốc Champasak (nay thuộc vùng Nam Lào) để truyền giáo. Vì bị bệnh, ông chuyển về Phnôm Pênh rồi sống cùng cộng đoàn tín hữu Công giáo người Hoa tại huyện Koh Sotin, bên bờ sông Mê Công. Thấy bệnh tình không thuyên giảm, ông quay về nước Pháp vào năm 1862.
Không lâu sau linh mục Cordier khỏi bệnh hoàn toàn và tiếp tục thực hiện sứ vụ của mình. Năm 1864, ông về làm chính xứ Ba-nam (nay thuộc thị trấn Neak Loeang) và gầy dựng mọi thứ từ con số không. Ông tích cực bảo vệ các bổn đạo khỏi quân nổi loạn, nuôi sống họ trong lúc đói kém và giúp họ biết cách sử dụng các tài nguyên sẵn có. 